# Алексієвка (Петропавловський район)
Алексі́євка (рос. Алексеевка) — село у складі Петропавловського району Алтайського краю, Росія. Адміністративний центр та єдиний населений пункт Алексієвської сільської ради.

## Населення
Населення — 1399 осіб (2010; 1526 у 2002).
Національний склад (станом на 2002 рік):
- росіяни — 96 %